# Pusztatemplom megállóhely
Pusztatemplom megállóhely egy Csongrád-Csanád vármegyei vasúti megállóhely, Fábiánsebestyén településen, a MÁV üzemeltetésében. A település nyugati külterületei közt helyezkedik el, közvetlenül a 4642-es út mellett. Nevét a közelben álló gótikus, 15. század táján épült fábiánsebestyéni pusztatemplomról kapta, melynek ma már csak műemléki védelem alatt álló maradványai tekinthetők meg.

## Vasútvonalak
A megállóhelyet az alábbi vasútvonalak érintik:
- Kiskunfélegyháza–Orosháza-vasútvonal

## Kapcsolódó állomások
A megállóhelyhez az alábbi állomások vannak a legközelebb:
- Dónát megállóhely
- Fábiánsebestyén megállóhely

## Forgalom
| Járat        | Útvonal | Gyakoriság |
| ------------ | --- | ---------- |
| személyvonat | Szentes – Dónát – Pusztatemplom – Fábiánsebestyén – Újváros – Gádoros – Justhmajor – Szentetornya – Gyopárosfürdő – Orosháza | Napi 3 pár |